# 時越
時越（じ えつ、ス・ ユィェ 、时越、1991年1月11日 - ）は、中国の囲碁棋士。河南省出身、中国囲棋協会に所属、九段。倡棋杯中国プロ囲棋選手権戦優勝、LG杯世界棋王戦優勝など。中国棋士ランキングで2013-14年に1位。

## 経歴
洛陽市生まれ、6歳で囲碁を学ぶ。2003年全国少年児童戦男子少年組、晩報杯全国業余囲棋選手権戦に優勝。同年初段、新秀戦ベスト4。2004年二段。2006年甲級リーグで貴州チームで出場、全国囲棋個人戦5位、三段。2007年招商銀行杯中国囲棋電視快棋戦ベスト4進出、四段。
2008年LG杯出場、1回戦で崔哲瀚に勝ってベスト16進出、阿含・桐山杯中国囲棋快棋公開戦ベスト4。同年甲級リーグで最多勝、連勝賞、最優秀新人賞獲得。2009年リコー杯囲棋戦ベスト4、新人王戦優勝。2010年天元戦で挑戦者決定戦に進出するが古力に敗退、五段。2011年天元戦ベスト4、西南王戦ベスト4。2013年LG杯棋王戦決勝で元晟溱を2-0で破り世界戦初優勝、九段昇段。同年倡棋杯優勝。
2020年に同じ洛陽市出身の女流棋士の金珊と結婚。
2022年にCCTV杯で8年ぶりの棋戦優勝。
甲級リーグでは2012年に主将13-5で主将最多勝。2024年は深圳チームでMVP受賞。中国棋士ランキングでは2010年14位、2012年2位、2013-14年1位。

### タイトル歴
国際棋戦
- LG杯世界棋王戦 2013年
- CCTV賀歳杯囲甲超覇戦 2013年（○古力）、2014年（○村川大介）
- go9dan世界個人リーグ戦 2013年

国内棋戦
- 新人王戦 2009年
- 倡棋杯中国プロ囲棋選手権戦 2013年
- 金立智能手机杯中国囲棋世界冠軍争覇戦 2013年
- 威孚房開杯棋王戦 2014年
- 浙江平湖・当湖十局杯CCTV電視快棋戦 2022年

### 他の棋歴
国際棋戦
- 三星火災杯世界囲碁マスターズ 準優勝 2015年、ベスト4 2013、14年、ベスト8 2020年
- LG杯世界棋王戦 準優勝 2019年、ベスト4 2015年、ベスト16 2008、09、10年
- 応昌期杯世界プロ囲碁選手権戦 ベスト4 2016年
- 新奥杯世界囲碁オープン戦 ベスト8 2017年
- 金立智能手机杯海峡両岸囲棋冠軍争覇戦 2位 2016年
- 招商地産杯中韓囲棋団体対抗戦
  - 2012年 2-0（○崔哲瀚、○朴廷桓）
  - 2014年 1-1（○崔哲瀚、×朴廷桓）
- 珠鋼杯世界囲碁団体選手権・金竜城杯世界囲碁団体選手権 準優勝 2013、15年
- 農心辛ラーメン杯世界囲碁最強戦
  - 2014年 1-0（○朴廷桓）
  - 2019年（出番なし）
- スポーツアコードワールドマインドゲームズ 2014年男子団体戦優勝（4-1）
- IMSAエリートマインドゲームズ 2016年男子団体戦準優勝
- 日中韓ペア碁名人選手権 2019年準優勝（王爽とペア）

国内棋戦
- 大重九杯中国囲棋精鋭戦 準優勝 2012年
- 衢州・爛柯杯中国囲棋冠軍戦 準優勝 2014年
- 西南王戦 準優勝 2015年
- リコー杯囲棋戦 準優勝 2015年
- 洛陽白雲山杯中国囲棋棋聖戦 挑戦者 2021年
- 浙江平湖・当湖十局杯CCTV電視快棋戦 2023年準優勝
- 全国囲棋個人戦 2006年5位、2009、10、11年4位
- 中国紹興（嵊州）王中王囲棋争覇戦リーグ 2023年8位（1-6）
- 全国智力運動会
  - 2009年 男子個人戦5位、男子団体戦5位（貴州チーム）
  - 2011年 男子個人戦3位
  - 2023年 男子個人戦3位、男子団体戦優勝（深圳チーム）
- リコー杯囲棋混双戦 優勝 2014年（王晨星とペア）
- 中国囲棋甲級リーグ戦
  - 2006年（貴州咳速停）
  - 2007年（貴州咳速停）9-6
  - 2008年（貴州百魂）16-6（最多勝、連勝賞(9)、最優秀新人賞）
  - 2009年（貴州百魂）8-12
  - 2010年（貴州百魂）12-10
  - 2011年（貴州百魂）14-4
  - 2012年（貴州百魂）16-5（主将最多勝(13)）
  - 2013年（貴州百魂）15-7（優秀主将賞）
  - 2014年（貴州百魂）12-9
  - 2015年（貴州百魂）13-9（優秀主将賞 11-9）
  - 2016年（民生銀行北京）13-8
  - 2017年（民生銀行北京）18-8
  - 2018年（民生銀行北京）15-11
  - 2019年（民生信用卡北京）9-6
  - 2020年（深圳宏発）7-8
  - 2021年（深圳龍華）8-7
  - 2022年（深圳龍華）11-3
  - 2023年（深圳龍華、優勝）10-5
  - 2024年（深圳龍華）10-5（MVP）
- 弘通杯国家囲棋隊勝抜戦 2014年 3-1（○朴文尭、○李軒豪、○孔傑、×古力）

## 注
1. ↑  新浪体育「围棋职业棋手时越金珊官宣婚讯 棋界又多一对伉俪」2020.9.9